# San Francisco (Guerrero)
San Francisco es una localidad del estado mexicano de Guerrero. Es parte del municipio de Tecoanapa.

## Toponimia
El nombre «San Francisco» hace referencia al santo patrono de la localidad: Francisco de Asís.

## Demografía
| Gráfica de evolución demográfica |
|                                  |

| Censo | Población |
| ----- | --------- |
| 1900  | 243       |
| 1910  | 274       |
| 1921  | 369       |
| 1930  | 490       |
| 1940  | 485       |
| 1950  | 540       |
| 1960  | 680       |
| 1970  | 815       |
| 1980  | 937       |
| 1990  | 916       |
| 2000  | 1 400     |
| 2010  | 1 674     |
| 2020  | 1 786     |